# Karl Ferrari

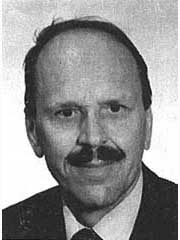
Karl Ferrari

Karl Ferrari (* 31. Mai 1934 in Salurn) ist ein Südtiroler Jurist und Politiker.
Ferrari studierte Rechtswissenschaften an den Universitäten Padua und Rom sowie mit einem Fulbright-Stipendium an der Southern Methodist University. Anschließend arbeitete er von 1960 bis 2000 für das Elektrizitätsunternehmen Etschwerke, unter anderem als Leiter des Sekretariatspersonals, als Rechtsanwalt und zuletzt als Generaldirektor. Von 1972 bis 1993 war er erster Präsident des Südtiroler Wohnbauinstituts (WOBI). Während der zwei kurzen Legislaturperioden 1992–1994 und 1994–1996 war das Mitglied des Arbeitnehmer-Flügels in der Südtiroler Volkspartei und des Ortsausschusses Bozen Senator im italienischen Parlament (gewählt im Wahlkreis Bozen). Nach Beendigung seines Engagements bei den Etschwerken übernahm Ferrari die Geschäftsführung des Verbands der Dienstleistungsunternehmen Trentino-Südtirol. Zudem war er Aufsichtsratsmitglied der SAD Nahverkehr.